# Plusiophaes francini
Plusiophaes francini là một loài bướm đêm trong họ Noctuidae.